# Igreja de Santa Luzia
De Igreja de Santa Luzia is een kerk in de parochie van  Santiago, in Lissabon, Portugal. Naast de kerk is het Miradouro de Santa Luzia, een uitkijkpunt met uitzicht over de wijk Alfama en de rivier de Taag.
Deze kerk werd gebouwd tijdens het bewind van  Alfons Henriques. Momenteel is het de nationale zetel van de Vergadering van Portugese ridders van de Orde van Malta.
De huidige constructie dateert uit de 18e eeuw en is na de  aardbeving van 1755 gerenoveerd.